# 约书亚行动
约书亚行动（希伯來語：מבצע שבא）是1985年的一次营救行动，将800名埃塞俄比亚犹太人从苏丹营救到以色列。
当时的美国副总统乔治·赫伯特·沃克·布什安排中央情报局负责摩西行动的后续任务，摩西行动已经将8000人带到以色列。约书亚行动又将800人从苏丹空运到以色列。但是在接下来的五年中，埃塞俄比亚的犹太人移民出现僵局。直到1991年海尔·马里亚姆·门格斯图政府垮台才恢复转移行动，称为所罗门行动。